# Mokgathi Mokgathi
Mokgathi Mokgathi là một cầu thủ bóng đá người Botswana. Hiện tại anh thi đấu cho Botswana Defence Force XI. Anh cũng có 4 lần ra sân cho Đội tuyển bóng đá quốc gia Botswana.